# Tenuopus taitensis
Tenuopus taitensis är en tvåvingeart som beskrevs av Grichanov 2000. Tenuopus taitensis ingår i släktet Tenuopus och familjen styltflugor.
Artens utbredningsområde är Kenya. Inga underarter finns listade i Catalogue of Life.